# Xenaleyrodes fauceregius
Xenaleyrodes fauceregius là một loài côn trùng cánh nửa trong họ Aleyrodidae, phân họ Aleyrodinae.
Xenaleyrodes fauceregius được Martin miêu tả khoa học đầu tiên năm 1999.